# Sở Hùng Cừ
Sở Hùng Cừ (chữ Hán: 熊渠, trị vì 887 TCN-877 TCN), là vị vua thứ chín của nước Sở - chư hầu nhà Chu trong lịch sử Trung Quốc.
Ông là con của Sở Hùng Dương, vua thứ 8 của nước Sở. Năm 887 TCN, Hùng Dương qua đời, Hùng Cừ lên nối ngôi.
Thời Sở Hùng Cừ tương đương với Chu Di vương, nhà Chu bắt đầu suy yếu, chư hầu không vào triều kiến, đánh lẫn nhau. Hùng Cừ ổn định dân cư vùng Giang Hán rồi mang quân đánh sang các vùng lân cận, mở mang đất đai ra Dương Việt đến đất Ngạc. Ông xưng vương và phong cho người con trưởng là Hùng Vô Khang làm Câu Nghi Vương, người con thứ là Hùng Chí Hồng làm Ngạc Vương và người con út là Hùng Chấp Tỳ là Việt Chương Vương. Nước Sở khống chế thượng du sông Trường Giang.
Bấy giờ Chu Công có câu nói: "Nhung Địch thị ưng, Kinh Thư thị trừng" tức quân Nhung Địch phải dẹp yên, quân Kinh Thư - tức quân nước Sở - phải trừng phạt" là ý muốn dẹp nước Sở trong giai đoạn này.
Năm 878 TCN, Chu Lệ vương lên ngôi, là người hung bạo. Hùng Cừ sợ Chu Lệ vương đánh Sở nên từ bỏ tước vương.
Năm 877 TCN, Sở Hùng Cừ mất. Ông làm vua được 10 năm. Do con trưởng Hùng Vô Khang mất sớm nên con thứ là Hùng Chí Hồng lên nối ngôi.